# 4.5インチ マーク 8 艦砲
4.5インチ艦砲Mk.8（英語: 4.5 inch Mk 8 naval gun）は、イギリス海軍の艦砲システム。55口径114 mm砲を軽量の単装砲塔と組み合わせた両用砲である。
イギリス海軍では、SFコメディドラマの宇宙船レッド・ドワーフ号の登場人物クライテンにちなんで、クライテン・ガンというニックネームで呼ばれることがある。

## 来歴
1960年代、イギリス海軍では次世代の防空艦として82型駆逐艦の開発を進めていた。当初計画では従来どおりの45口径11.4cm連装砲（QF 4.5インチ砲Mk.V）が搭載される予定だったが、1964年の設計変更で、より新しく軽量の砲が搭載されることになった。このとき、ヴィッカース（VSEL）社では、同社のアボット自走砲を元にした105mm艦砲を提案していたが、これ自体は、陸軍式の155mm砲やアメリカ製の54口径127mm砲とともに棄却され、かわりに採用されたのが本砲であった。
英王立兵器研究所（RARDE）による設計作業は1965年より着手され、1965/6年度ではVSEL社が主契約者として選定された。1966年にはプロトタイプが完成し、1967年からは、まずイギリス海軍およびイラン海軍向けに生産が開始された。英海軍の82型の計画が遅延したこともあって配備ではイラン海軍が先行し、1971年5月にはサーム級フリゲートに搭載されて、艦隊配備を開始した。

## 設計

### 砲部
上記の経緯もあって、砲そのものはアボット自走砲の105mm榴弾砲の大口径版となっており、マズルブレーキや排煙器も踏襲されているが、これは艦砲としては珍しい装備であった。砲身および尾栓機構重量は2,400キログラムと軽量化されている。重量増を嫌って、水冷方式は棄却された。砲身命数は3,300発とされる。
近接信管の採用によって十分な破壊力を確保できる一方、特に咄嗟会敵の場合は、発射速度を多少向上させたところであまり多くの弾数を送り出せないであろうと見積もられたことから、発射速度の向上はそれほど重視されず、むしろ即応性の向上に重点が置かれており、シャットダウン状態から10秒で射撃を開始することができるとされる。
なお2000年より、既存のMk.8 Mod.1の砲塔に155 mm の砲身とAS-90自走榴弾砲の砲尾を適応させる計画が着手され、2007年には第2フェーズに進んだものの、射程不足などの問題から断念されたとみられている。

### 砲塔
砲盾は円筒形のガラス繊維強化プラスチック製で、防御用というよりは風雨避けとしての性格が強い。砲塔内は無人だが、後部には点検用のアクセスハッチが設けられている。旋回・俯仰は電動式だが、旋回部の重量軽減のため、動力機構は砲塔下の非旋回部に装備しており、旋回部（砲・砲塔・給弾機構）重量は15.1トンである。また給弾マガジンまで含めた全備重量は25.75トンで、45口径11.4cm連装砲の半分程度に押さえられている。
また2000年以降に配備を開始したMod 1では、レーダー反射断面積（RCS）の削減を図って多面体型とされた新型砲盾が採用されている。

### 給弾機構
弾薬の給弾方式は下部給弾方式を採用しており、砲塔下方の回転式弾倉には15発の即応弾が装填されている。即応準備弾の弾倉への装填は人力式で、2名の給弾手によって行われる。最低運用人員は、この給弾手のほか、戦闘指揮所の砲台長および監督者の計4名であった。
なお装填・給弾機構は、原型ではすべて油圧式だったが、軽量化のため、Mod 1では随所に電動方式が採用された。なお対地艦砲射撃を想定して、イギリス海軍の要求事項には、7.5分間（90発）の持続射撃が盛り込まれていた。
弾薬は専用の固定弾薬（完全弾薬筒）で、口径は同一ではあるが、従来の4.5インチ砲との互換性はない。弾頭重量21キログラム（総重量36.5キログラム）の対空・対艦・対地榴弾は、N97多目的信管と組み合わされており、信管のモード（着発、低高度VT、高高度VT、遅延）は装填の直前に電気的に調定される。なおMod 1では、長射程の高効果・射程延伸弾（HE/ER）にも対応した。また星弾やチャフ弾などではN7時限信管が用いられる。

### 諸元・性能
出典: Friedman 1997, pp. 458–459, ForecastInternational 2004
諸元
- 種別: 艦載型後装式ライフル砲
- 口径: 113 mm（4.45インチ）[注 1]
- 砲身長: 55口径
- 重量: 
全備重量：26,416 kg
旋回部：15,341 kg
砲単体：2,400 kg
- 砲員数: 砲塔内0名＋給弾手2名（甲板下）

性能
- 俯仰角: -10°/+55°
俯仰速度：40°/s
- 旋回角: +/- 340°
旋回速度：40°/s
- 薬室圧力: 4,400 kgf/cm2 (430 MPa)
- 初速: 870メートル毎秒
- 最大射程: 21,950 m (通常弾), 27 km (HE/ER弾)
- 発射速度: 25発/分

砲弾・装薬
- 弾薬: 完全弾薬筒

運用史
- 開発国:  イギリス
- 生産期間: 1967年 - 2012年[1]

## 比較
|          | AGS       | H/PJ-45  | A-192M     | Mk45 Mod 4 | 127mm/54C  | Mk8 Mod 1  | Mle.68   | 76mm C/SR                   | Mk110      |
| -------- | --------- | -------- | ---------- | ---------- | ---------- | ---------- | -------- | --------------------------- | ---------- |
| 砲身数   | 単装      | 単装     | 単装       | 単装       | 単装       | 単装       | 単装     | 単装                        | 単装       |
| 口径     | 155 mm    | 130 mm   | 130 mm     | 127 mm     | 127 mm     | 113 mm     | 100 mm   | 76 mm                       | 57 mm      |
| 砲身長   | 62口径    | 70口径   | 70口径     | 62口径     | 54口径     | 55口径     | 55口径   | 62口径                      | 70口径     |
| 重量     | 106 t     | 50 t     | 24 t       | 28.924 t   | 37.5 t     | 26.4 t     | 22 t     | 12 t                        | 7.5 t      |
| 要員数   | 完全自動  | 不明     | 5名以下    | 6名        | 2-8名      | 給弾手2名  | 無人     | 給弾手3名                   | 完全自動   |
| 仰俯範囲 | +70°/ -5° | 不明     | +80°/ -15° | +65°/ -15° | +83°/ -15° | +55°/ -10° | +29°     | +85°/ -15°                  | +77°/ -10° |
| 旋回範囲 | 全周      | 不明     | 不明       | 340°       | 330°       | 340°       | 40°      | 全周                        | 全周       |
| 発射速度 | 10発/分   | 40発/分  | 30発/分    | 16-20発/分 | 45発/分    | 25発/分    | 78発/分  | 80発/分（C） 120発/分（SR） | 220発/分   |
| 冷却方式 | 水冷      | 水冷     | 不明       | 空冷       | 水冷       | 空冷       | 水冷     | 水冷                        | 水冷       |
| 最大射程 | 118,000 m | 29,500 m | 23,000 m   | 37,000 m   | 23,000 m   | 21,950 m   | 17,000 m | 18,400 m                    | 21,000 m   |

## 採用艦艇
イギリス海軍
- 82型駆逐艦「ブリストル」
- 42型駆逐艦
- 45型駆逐艦
- 21型フリゲート
- 22型フリゲート（バッチ3）
- 23型フリゲート

 アルゼンチン海軍
- エルクレス級駆逐艦（42型駆逐艦）

 イラン海軍
- サーム級フリゲート

 チリ海軍
- 23型フリゲート

 パキスタン海軍
- タリク級駆逐艦（21型フリゲート）

 ブラジル海軍
- ニテロイ級フリゲート
- イニャウマ級コルベット
- バローゾ級コルベット（ポルトガル語版）

 リビア海軍
- フリゲート「ダット・アサワリ」